# UEFA 유로 2024 선수 명단
UEFA 유로 2024는 2024년 6월 14일부터 7월 14일까지 독일에서 열리는 국제 축구 대회이다. 대회에 참가하는 24개의 국가대표팀은 대회 개막 7일 전인 2024년 6월 6일 23:59 CEST (UTC+2)까지 23 ~ 26명으로 구성된 선수단을 등록해야 하며, 그 중 3명은 골키퍼여야 한다. 해당 명단에 등록된 선수들만 대회에 출전할 수 있다. 그러나 23명 이상의 선수단을 구성했더라도 각 팀의 경기에서는 23명의 선수만이 경기 명단에 이름을 올릴 수 있다.
기존 규정에서는 23명으로 팀을 구성해야 했지만, 2024년 5월 3일 UEFA 집행위원회에 의해 개정되었다.
제출된 선수 명단에 포함된 선수가 팀의 대회 첫 경기 이전에 부상 또는 질병을 앓게 될 경우, 팀 닥터와 UEFA 의료 위원회의 의사가 심의를 거쳐 부상 또는 질병의 정도가 심각하다고 판단되면 그 선수를 교체할 수 있다. 골키퍼의 경우, 팀의 대회 첫 경기 이후에도 큰 부상이나 질병을 앓게 된다면, 선수단에 다른 골키퍼가 남아있더라도 해당 골키퍼를 교체할 수 있다. 선수 명단에서 교체되어 나간 선수는 다시 명단에 들어갈 수 없다.
각 선수의 나이는 대회 첫 날인 2024년 6월 14일을 기준으로 하며, 각 선수의 출전 수와 골 수는 대회 시작 직전까지의 경기만 포함된다. 각 선수의 소속 클럽은 대회 시작 전에 마지막으로 공식 경기를 치른 클럽이다. 각 클럽의 국적은 클럽이 소속된 리그가 아닌 국가 협회를 반영한다. 각 국가대표팀과 국적이 다른 외국인 감독의 경우 해당 감독의 국적 깃발이 같이 표시되어 있다.

## A조

### 독일
- 감독: 율리안 나겔스만

독일은 2024년 5월 12일 니코 슐로터베크의 소집을 시작으로 선수 명단 발표를 시작했다. 2024년 5월 16일, 27명으로 구성된 예비 명단이 발표되었다. 6월 7일, 골키퍼 알렉산더 뉘벨을 제외한 최종 명단이 발표되었다. 6월 12일, 알렉산다르 파블로비치가 질병으로 인해 유로 2024에 출전하지 못할 것이라고 발표하였다. 그의 대체 선수로 엠레 잔이 발탁되었다.
| 번호 | 위치 | 선수                     | 생년월일 (나이)        | 출전 | 득점 | 소속                      |
| ---- | ---- | ------------------------ | ---------------------- | ---- | ---- | ------------------------- |
| 1    | GK   | 마누엘 노이어            | 1986년 3월 27일(38세)  | 119  | 0    | 바이에른 뮌헨             |
| 2    | DF   | 안토니오 뤼디거          | 1993년 3월 3일(31세)   | 69   | 3    | 레알 마드리드             |
| 3    | DF   | 다비트 라움              | 1998년 4월 22일(26세)  | 21   | 0    | RB 라이프치히             |
| 4    | DF   | 조나탕 타                | 1996년 2월 11일(28세)  | 25   | 0    | 바이어 레버쿠젠           |
| 5    | MF   | 파스칼 그로스            | 1991년 6월 15일(32세)  | 7    | 1    | 브라이턴 & 호브 앨비언    |
| 6    | DF   | 요주아 키미히            | 1995년 2월 8일(29세)   | 86   | 6    | 바이에른 뮌헨             |
| 7    | FW   | 카이 하베르츠            | 1999년 6월 11일(25세)  | 46   | 16   | 아스널                    |
| 8    | MF   | 토니 크로스              | 1990년 1월 4일(34세)   | 109  | 17   | 레알 마드리드             |
| 9    | FW   | 니클라스 퓔크루크        | 1993년 2월 9일(31세)   | 16   | 11   | 보루시아 도르트문트       |
| 10   | MF   | 자말 무시알라            | 2003년 2월 26일(21세)  | 29   | 2    | 바이에른 뮌헨             |
| 11   | MF   | 크리스 퓌리히            | 1998년 1월 9일(26세)   | 4    | 0    | VfB 슈투트가르트          |
| 12   | GK   | 올리버 바우만            | 1990년 6월 2일(34세)   | 0    | 0    | TSG 호펜하임              |
| 13   | FW   | 토마스 뮐러              | 1989년 9월 13일(34세)  | 129  | 45   | 바이에른 뮌헨             |
| 14   | FW   | 막시밀리안 바이어        | 2002년 10월 17일(21세) | 1    | 0    | TSG 호펜하임              |
| 15   | DF   | 니코 슐로터베크          | 1999년 12월 1일(24세)  | 12   | 0    | 보루시아 도르트문트       |
| 16   | DF   | 발데마르 안톤            | 1996년 7월 20일(27세)  | 2    | 0    | VfB 슈투트가르트          |
| 17   | MF   | 플로리안 비르츠          | 2003년 5월 3일(21세)   | 18   | 1    | 바이어 레버쿠젠           |
| 18   | DF   | 막시밀리안 미텔슈테트    | 1997년 3월 18일(27세)  | 4    | 1    | VfB 슈투트가르트          |
| 19   | MF   | 리로이 자네              | 1996년 1월 11일(28세)  | 60   | 13   | 바이에른 뮌헨             |
| 20   | DF   | 베냐민 헨릭스            | 1997년 2월 23일(27세)  | 15   | 0    | RB 라이프치히             |
| 21   | MF   | 일카이 귄도안 (주장)     | 1990년 10월 24일(33세) | 77   | 18   | 바르셀로나                |
| 22   | GK   | 마르크안드레 테어 슈테겐 | 1992년 4월 30일(32세)  | 40   | 0    | 바르셀로나                |
| 23   | MF   | 로베르트 안드리히        | 1994년 9월 22일(29세)  | 5    | 0    | 바이어 레버쿠젠           |
| 24   | DF   | 로빈 코흐                | 1996년 7월 17일(27세)  | 9    | 0    | 아인트라흐트 프랑크푸르트 |
| 25   | MF   | 엠레 잔                  | 1994년 1월 12일(30세)  | 43   | 1    | 보루시아 도르트문트       |
| 26   | FW   | 데니스 운다브            | 1996년 7월 19일(27세)  | 2    | 0    | VfB 슈투트가르트          |

### 스코틀랜드
- 감독: 스티브 클라크

2024년 5월 22일, 스코틀랜드는 28인의 예비 명단을 발표하였다. 6월 1일, 린던 다이크스는 부상으로 인해 대표팀에서 하차하였다. 6월 4일, 벤 도크가 부상으로 선수단에서 이탈하였고, 토미 콘웨이가 대체 발탁되었다. 6월 6일, 루이스 모건이 추가 소집되었다. 6월 7일, 최종 명단이 발표되었으며, 크레이그 고든과 존 수타가 최종 탈락하였다.
| 번호 | 위치 | 선수                   | 생년월일 (나이)        | 출전 | 득점 | 소속                   |
| ---- | ---- | ---------------------- | ---------------------- | ---- | ---- | ---------------------- |
| 1    | GK   | 앵거스 건              | 1996년 1월 22일(28세)  | 10   | 0    | 노리치 시티            |
| 2    | DF   | 앤서니 랠스턴          | 1998년 11월 16일(25세) | 9    | 1    | 셀틱                   |
| 3    | DF   | 앤드루 로버트슨 (주장) | 1994년 3월 11일(30세)  | 71   | 3    | 리버풀                 |
| 4    | MF   | 스콧 맥토미니          | 1996년 12월 8일(27세)  | 49   | 8    | 맨체스터 유나이티드    |
| 5    | DF   | 그랜트 핸리            | 1991년 11월 20일(32세) | 50   | 2    | 노리치 시티            |
| 6    | DF   | 키어런 티어니          | 1997년 6월 5일(27세)   | 45   | 1    | 레알 소시에다드        |
| 7    | MF   | 존 맥긴                | 1994년 10월 18일(29세) | 66   | 18   | 애스턴 빌라            |
| 8    | MF   | 캘럼 맥그레거          | 1993년 6월 14일(31세)  | 60   | 3    | 셀틱                   |
| 9    | FW   | 로런스 섕클랜드        | 1995년 8월 10일(28세)  | 11   | 3    | 하트 오브 미들로디언   |
| 10   | FW   | 체 애덤스              | 1996년 7월 13일(27세)  | 30   | 6    | 사우샘프턴             |
| 11   | MF   | 라이언 크리스티        | 1995년 2월 22일(29세)  | 49   | 6    | 본머스                 |
| 12   | GK   | 리암 켈리              | 1996년 1월 23일(28세)  | 1    | 0    | 머더웰                 |
| 13   | DF   | 잭 헨드리              | 1995년 5월 7일(29세)   | 31   | 3    | 알이티파크             |
| 14   | MF   | 빌리 길모어            | 2001년 6월 11일(23세)  | 27   | 1    | 브라이턴 & 호브 앨비언 |
| 15   | DF   | 라이언 포티어스        | 1999년 3월 25일(25세)  | 11   | 1    | 왓퍼드                 |
| 16   | DF   | 리암 쿠퍼              | 1991년 8월 30일(32세)  | 19   | 0    | 리즈 유나이티드        |
| 17   | MF   | 스튜어트 암스트롱      | 1992년 3월 30일(32세)  | 50   | 5    | 사우샘프턴             |
| 18   | FW   | 루이스 모건            | 1996년 9월 30일(27세)  | 3    | 0    | 뉴욕 레드불스          |
| 19   | FW   | 토미 콘웨이            | 2002년 8월 6일(21세)   | 1    | 0    | 브리스틀 시티          |
| 20   | MF   | 라이언 잭              | 1992년 2월 27일(32세)  | 20   | 0    | 레인저스               |
| 21   | GK   | 잰더 클라크            | 1992년 6월 26일(31세)  | 4    | 0    | 하트 오브 미들로디언   |
| 22   | DF   | 로스 맥크로리          | 1998년 3월 18일(26세)  | 1    | 0    | 브리스틀 시티          |
| 23   | MF   | 케니 매클린            | 1992년 1월 8일(32세)   | 39   | 2    | 노리치 시티            |
| 24   | DF   | 그레그 테일러          | 1997년 11월 5일(26세)  | 14   | 0    | 셀틱                   |
| 25   | FW   | 제임스 포레스트        | 1991년 7월 7일(32세)   | 39   | 5    | 셀틱                   |
| 26   | DF   | 스콧 매케나            | 1996년 11월 12일(27세) | 35   | 1    | 코펜하겐               |

### 헝가리
- 감독:  마르코 로시

2024년 5월 14일, 헝가리는 26인의 최종 명단을 발표하였다. 로시는 부상이나 기권에 대비하여 리스테시 크리스티안, 모치 어틸러, 토트 벌라시, 번처 절란, 베체이 발린트까지 총 5명을 교체 선수로 선언했다.
| 번호 | 위치 | 선수                       | 생년월일 (나이)        | 출전 | 득점 | 소속                |
| ---- | ---- | -------------------------- | ---------------------- | ---- | ---- | ------------------- |
| 1    | GK   | 굴라치 페테르              | 1990년 5월 6일(34세)   | 54   | 0    | RB 라이프치히       |
| 2    | DF   | 렁 아담                    | 1993년 1월 17일(31세)  | 69   | 2    | 오모니아            |
| 3    | DF   | 벌로그 보톤드              | 2002년 6월 6일(22세)   | 4    | 0    | 파르마              |
| 4    | DF   | 설러이 어틸러              | 1998년 1월 20일(26세)  | 44   | 1    | SC 프라이부르크     |
| 5    | DF   | 피올러 어틸러              | 1990년 2월 17일(34세)  | 57   | 2    | 페헤르바르          |
| 6    | DF   | 빌리 오르반                | 1992년 11월 3일(31세)  | 45   | 6    | RB 라이프치히       |
| 7    | MF   | 네고 로이크                | 1991년 1월 15일(33세)  | 36   | 2    | 르아브르            |
| 8    | MF   | 너지 아담                  | 1995년 6월 17일(28세)  | 81   | 2    | 스페치아            |
| 9    | FW   | 아담 머르틴                | 1994년 11월 6일(29세)  | 22   | 3    | 울산 HD             |
| 10   | MF   | 소보슬러이 도미니크 (주장) | 2000년 10월 25일(23세) | 42   | 12   | 리버풀              |
| 11   | DF   | 케르케즈 밀로시            | 2003년 11월 7일(20세)  | 16   | 0    | 본머스              |
| 12   | GK   | 디부스 데네시              | 1990년 11월 16일(33세) | 36   | 0    | 페렌츠바로시        |
| 13   | MF   | 셰퍼 언드라시              | 1999년 4월 13일(25세)  | 25   | 3    | 우니온 베를린       |
| 14   | DF   | 볼러 벤데구즈              | 1999년 11월 22일(24세) | 17   | 0    | 세르베트            |
| 15   | MF   | 클라인하이슬러 라슬로      | 1994년 4월 8일(30세)   | 51   | 3    | 하이두크 스플리트   |
| 16   | FW   | 거즈더그 다니엘            | 1996년 3월 2일(28세)   | 25   | 4    | 필라델피아 유니언   |
| 17   | MF   | 캘럼 스타일스              | 2000년 3월 28일(24세)  | 22   | 0    | 반즐리              |
| 18   | DF   | 너지 졸트                  | 1993년 5월 25일(31세)  | 20   | 3    | 푸슈카시 아카데미아 |
| 19   | FW   | 버르거 버르너바스          | 1994년 10월 25일(29세) | 11   | 6    | 페렌츠바로시        |
| 20   | FW   | 셜러이 롤런드              | 1997년 5월 22일(27세)  | 49   | 13   | SC 프라이부르크     |
| 21   | DF   | 보트커 엔드레              | 1994년 8월 25일(29세)  | 26   | 1    | 페렌츠바로시        |
| 22   | GK   | 사파노스 페테르            | 1990년 11월 14일(33세) | 1    | 0    | 퍽시                |
| 23   | FW   | 초보트 케빈                | 2000년 6월 20일(23세)  | 8    | 0    | 우이페슈트          |
| 24   | DF   | 다르더이 마르톤            | 2002년 2월 12일(22세)  | 3    | 0    | 헤르타 BSC          |
| 25   | FW   | 호르바트 크리스토페르      | 2002년 1월 8일(22세)   | 2    | 0    | 케치케메트 TE       |
| 26   | MF   | 커터 미할리                | 2002년 4월 13일(22세)  | 3    | 0    | MTK 부다페스트      |

### 스위스
- 감독: 무라트 야킨

2024년 5월 17일, 스위스는 38인의 예비 명단을 발표하였다. 5월 29일, 야킨은 5명의 선수가 최종 명단에서 탈락되었다고 발표하였다. 6월 5일, 스위스는 다음 6명의 선수가 최종 명단에 포함되지 않을 것이라고 발표했다: 케뱅 음바부, 필리프 우그리니치, 알비안 하이다리, 우란 비슬리미, 파스칼 로레츠, 마르빈 켈러. 6월 7일, 마지막으로 안디 제치리가 탈락하며 최종 명단이 구성되었다.
| 번호 | 위치 | 선수                 | 생년월일 (나이)        | 출전 | 득점 | 소속                    |
| ---- | ---- | -------------------- | ---------------------- | ---- | ---- | ----------------------- |
| 1    | GK   | 얀 조머              | 1988년 12월 17일(35세) | 89   | 0    | 인테르나치오날레        |
| 2    | DF   | 레오니다스 스테르유  | 2002년 3월 3일(22세)   | 3    | 0    | VfB 슈투트가르트        |
| 3    | DF   | 실반 비드머          | 1993년 3월 5일(31세)   | 43   | 4    | 마인츠 05               |
| 4    | DF   | 니코 엘베디          | 1996년 9월 30일(27세)  | 53   | 2    | 보루시아 묀헨글라트바흐 |
| 5    | DF   | 마누엘 아칸지        | 1995년 7월 19일(28세)  | 60   | 3    | 맨체스터 시티           |
| 6    | MF   | 데니스 자카리아      | 1996년 11월 20일(27세) | 54   | 3    | 모나코                  |
| 7    | FW   | 브릴 엠볼로          | 1997년 2월 14일(27세)  | 63   | 13   | 모나코                  |
| 8    | MF   | 레모 프로일러        | 1992년 4월 15일(32세)  | 67   | 8    | 볼로냐                  |
| 9    | FW   | 노아 오카포르        | 2000년 5월 24일(24세)  | 22   | 2    | 밀란                    |
| 10   | MF   | 그라니트 자카 (주장) | 1992년 9월 27일(31세)  | 125  | 14   | 바이어 레버쿠젠         |
| 11   | FW   | 레나토 슈테펜        | 1991년 11월 3일(32세)  | 39   | 4    | 루가노                  |
| 12   | GK   | 이본 음보고          | 1994년 6월 6일(30세)   | 9    | 0    | 로리앙                  |
| 13   | DF   | 리카르도 로드리게스  | 1992년 8월 25일(31세)  | 115  | 9    | 토리노                  |
| 14   | FW   | 슈테벤 추버          | 1991년 8월 17일(32세)  | 54   | 11   | AEK 아테네              |
| 15   | DF   | 세드리크 체지거      | 1998년 6월 24일(25세)  | 4    | 0    | VfL 볼프스부르크        |
| 16   | MF   | 뱅상 시에로          | 1995년 10월 8일(28세)  | 3    | 0    | 툴루즈                  |
| 17   | FW   | 루벤 바르가스        | 1998년 8월 5일(25세)   | 43   | 7    | FC 아우크스부르크       |
| 18   | FW   | 콰드워 두아          | 1997년 2월 24일(27세)  | 1    | 0    | 루도고레츠 라즈그라드   |
| 19   | FW   | 단 은도예            | 2000년 10월 25일(23세) | 11   | 0    | 볼로냐                  |
| 20   | MF   | 미셸 애비셔          | 1997년 1월 6일(27세)   | 20   | 0    | 볼로냐                  |
| 21   | GK   | 그레고어 코벨        | 1997년 12월 6일(26세)  | 5    | 0    | 보루시아 도르트문트     |
| 22   | DF   | 파비안 셰어          | 1991년 12월 20일(32세) | 81   | 8    | 뉴캐슬 유나이티드       |
| 23   | MF   | 제르단 샤키리        | 1991년 10월 10일(32세) | 123  | 31   | 시카고 파이어           |
| 24   | MF   | 아르돈 야샤리        | 2002년 7월 30일(21세)  | 2    | 0    | 루체른                  |
| 25   | FW   | 제키 암도우니        | 2000년 12월 4일(23세)  | 15   | 7    | 번리                    |
| 26   | MF   | 파비안 리더          | 2002년 2월 16일(22세)  | 5    | 0    | 렌                      |

## B조

### 스페인
- 감독: 루이스 데 라 푸엔테

2024년 5월 27일, 스페인은 29인의 예비 명단을 발표하였다. 6월 7일, 최종 명단이 확정되었으며 파우 쿠바르시, 알레시 가르시아, 마르코스 요렌테가 명단에서 탈락하였다.
| 번호 | 위치 | 선수                 | 생년월일 (나이)        | 출전 | 득점 | 소속                |
| ---- | ---- | -------------------- | ---------------------- | ---- | ---- | ------------------- |
| 1    | GK   | 다비드 라야          | 1995년 9월 15일(28세)  | 5    | 0    | 아스널              |
| 2    | DF   | 다니 카르바할        | 1992년 1월 11일(32세)  | 44   | 0    | 레알 마드리드       |
| 3    | DF   | 로뱅 르 노르망       | 1996년 11월 11일(27세) | 11   | 1    | 레알 소시에다드     |
| 4    | DF   | 나초                 | 1990년 1월 18일(34세)  | 25   | 1    | 레알 마드리드       |
| 5    | DF   | 다니엘 비비안        | 1999년 7월 5일(24세)   | 2    | 0    | 아틀레틱 빌바오     |
| 6    | MF   | 미켈 메리노          | 1996년 6월 22일(27세)  | 21   | 1    | 레알 소시에다드     |
| 7    | FW   | 알바로 모라타 (주장) | 1992년 10월 23일(31세) | 73   | 35   | 아틀레티코 마드리드 |
| 8    | MF   | 파비안 루이스        | 1996년 4월 3일(28세)   | 23   | 2    | 파리 생제르맹       |
| 9    | FW   | 호셀루               | 1990년 3월 27일(34세)  | 11   | 5    | 레알 마드리드       |
| 10   | FW   | 다니 올모            | 1998년 5월 7일(26세)   | 33   | 8    | RB 라이프치히       |
| 11   | FW   | 페란 토레스          | 2000년 2월 29일(24세)  | 41   | 19   | 바르셀로나          |
| 12   | DF   | 알렉스 그리말도      | 1995년 9월 20일(28세)  | 4    | 0    | 바이어 레버쿠젠     |
| 13   | GK   | 알렉스 레미로        | 1995년 3월 24일(29세)  | 1    | 0    | 레알 소시에다드     |
| 14   | DF   | 에므리크 라포르트    | 1994년 5월 27일(30세)  | 29   | 1    | 알나스르            |
| 15   | MF   | 알렉스 바에나        | 2001년 7월 20일(22세)  | 3    | 1    | 비야레알            |
| 16   | MF   | 로드리               | 1996년 6월 22일(27세)  | 50   | 3    | 맨체스터 시티       |
| 17   | FW   | 니코 윌리암스        | 2002년 7월 12일(21세)  | 14   | 2    | 아틀레틱 빌바오     |
| 18   | MF   | 마르틴 수비멘디      | 1999년 2월 2일(25세)   | 6    | 0    | 레알 소시에다드     |
| 19   | FW   | 라민 야말            | 2007년 7월 13일(16세)  | 7    | 2    | 바르셀로나          |
| 20   | MF   | 페드리               | 2002년 11월 25일(21세) | 20   | 2    | 바르셀로나          |
| 21   | FW   | 미켈 오야르사발      | 1997년 4월 21일(27세)  | 30   | 11   | 레알 소시에다드     |
| 22   | DF   | 헤수스 나바스        | 1985년 11월 21일(38세) | 53   | 5    | 세비야              |
| 23   | GK   | 우나이 시몬          | 1997년 6월 11일(27세)  | 40   | 0    | 아틀레틱 빌바오     |
| 24   | DF   | 마르크 쿠쿠레야      | 1998년 7월 22일(25세)  | 4    | 0    | 첼시                |
| 25   | MF   | 페르민 로페스        | 2003년 5월 11일(21세)  | 1    | 0    | 바르셀로나          |
| 26   | FW   | 아요세 페레스        | 1993년 7월 29일(30세)  | 1    | 1    | 레알 베티스         |

### 크로아티아
- 감독: 즐라트코 달리치

2024년 5월 20일, 크로아티아는 26인의 최종 명단을 발표하였다. 부상이나 기권에 대비하여 예비 선수 9명의 명단도 작성되었다.
| 번호 | 위치 | 선수                 | 생년월일 (나이)        | 출전 | 득점 | 소속              |
| ---- | ---- | -------------------- | ---------------------- | ---- | ---- | ----------------- |
| 1    | GK   | 도미니크 리바코비치  | 1995년 1월 9일(29세)   | 54   | 0    | 페네르바흐체      |
| 2    | DF   | 요시프 스타니시치    | 2000년 4월 2일(24세)   | 18   | 0    | 바이어 레버쿠젠   |
| 3    | DF   | 마린 폰그라치치      | 1997년 9월 11일(26세)  | 8    | 0    | 레체              |
| 4    | DF   | 요슈코 그바르디올    | 2002년 1월 23일(22세)  | 30   | 2    | 맨체스터 시티     |
| 5    | DF   | 마르틴 에를리치      | 1998년 1월 24일(26세)  | 9    | 0    | 사수올로          |
| 6    | DF   | 요시프 슈탈로        | 2000년 2월 28일(24세)  | 14   | 0    | 아약스            |
| 7    | MF   | 로브로 마예르        | 1998년 1월 17일(26세)  | 31   | 8    | VfL 볼프스부르크  |
| 8    | MF   | 마테오 코바치치      | 1994년 5월 6일(30세)   | 101  | 5    | 맨체스터 시티     |
| 9    | FW   | 안드레이 크라마리치  | 1991년 6월 19일(32세)  | 93   | 28   | TSG 호펜하임      |
| 10   | MF   | 루카 모드리치 (주장) | 1985년 9월 9일(38세)   | 175  | 25   | 레알 마드리드     |
| 11   | MF   | 마르첼로 브로조비치  | 1992년 11월 16일(31세) | 96   | 7    | 알나스르          |
| 12   | GK   | 네딜리코 라브로비치  | 1999년 10월 10일(24세) | 1    | 0    | 리예카            |
| 13   | MF   | 니콜라 블라시치      | 1997년 10월 4일(26세)  | 56   | 8    | 토리노            |
| 14   | FW   | 이반 페리시치        | 1989년 2월 2일(35세)   | 131  | 33   | 하이두크 스플리트 |
| 15   | MF   | 마리오 파샬리치      | 1995년 2월 9일(29세)   | 63   | 10   | 아탈란타          |
| 16   | FW   | 안테 부디미르        | 1991년 7월 22일(32세)  | 21   | 3    | 오사수나          |
| 17   | FW   | 브루노 페트코비치    | 1994년 9월 16일(29세)  | 38   | 11   | 디나모 자그레브   |
| 18   | MF   | 루카 이바누셰츠      | 1998년 11월 26일(25세) | 21   | 2    | 페예노르트        |
| 19   | DF   | 보르나 소사          | 1998년 1월 21일(26세)  | 20   | 1    | 아약스            |
| 20   | FW   | 마르코 퍄차          | 1995년 5월 6일(29세)   | 26   | 1    | 리예카            |
| 21   | DF   | 도마고이 비다        | 1989년 4월 29일(35세)  | 105  | 4    | AEK 아테네        |
| 22   | DF   | 요시프 유라노비치    | 1995년 8월 16일(28세)  | 37   | 0    | 우니온 베를린     |
| 23   | GK   | 이비차 이부시치      | 1995년 2월 1일(29세)   | 6    | 0    | 파포스            |
| 24   | FW   | 마르코 파샬리치      | 2000년 9월 14일(23세)  | 5    | 1    | 리예카            |
| 25   | MF   | 루카 수치치          | 2002년 9월 8일(21세)   | 7    | 0    | 레드불 잘츠부르크 |
| 26   | MF   | 마르틴 바투리나      | 2003년 2월 16일(21세)  | 3    | 0    | 디나모 자그레브   |

### 이탈리아
- 감독: 루차노 스팔레티

2024년 5월 23일, 이탈리아는 30인의 예비 명단을 발표하였다. 5월 30일, 프란체스코 아체르비는 부상으로 인해 대표팀에서 하차하였다. 6월 2일, 조르조 스칼비니가 전방십자인대 부상을 당해 대표팀에서 하차하였다. 이에 따라 선수단은 28명으로 축소되었다. 6월 3일, 페데리코 가티가 교체 선수로 대표팀에 소집되었다. 6월 6일, 26인으로 구성된 최종 명단이 발표되었으며 이반 프로베델, 사무엘레 리치, 리카르도 오르솔리니가 명단에서 제외되었다.
| 번호 | 위치 | 선수                     | 생년월일 (나이)        | 출전 | 득점 | 소속             |
| ---- | ---- | ------------------------ | ---------------------- | ---- | ---- | ---------------- |
| 1    | GK   | 잔루이지 돈나룸마 (주장) | 1999년 2월 25일(25세)  | 62   | 0    | 파리 생제르맹    |
| 2    | DF   | 조반니 디 로렌초         | 1993년 8월 4일(30세)   | 35   | 3    | 나폴리           |
| 3    | DF   | 페데리코 디마르코        | 1997년 11월 10일(26세) | 19   | 2    | 인테르나치오날레 |
| 4    | DF   | 알레산드로 부온조르노    | 1999년 6월 6일(25세)   | 4    | 0    | 토리노           |
| 5    | DF   | 리카르도 칼라피오리      | 2002년 5월 19일(22세)  | 2    | 0    | 볼로냐           |
| 6    | DF   | 페데리코 가티            | 1998년 6월 24일(25세)  | 3    | 0    | 유벤투스         |
| 7    | MF   | 다비데 프라테시          | 1999년 9월 22일(24세)  | 15   | 5    | 인테르나치오날레 |
| 8    | MF   | 조르지뉴                 | 1991년 12월 20일(32세) | 54   | 5    | 아스널           |
| 9    | FW   | 잔루카 스카마카          | 1999년 1월 1일(25세)   | 16   | 1    | 아탈란타         |
| 10   | MF   | 로렌초 펠레그리니        | 1996년 6월 19일(27세)  | 30   | 6    | 로마             |
| 11   | FW   | 자코모 라스파도리        | 2000년 2월 18일(24세)  | 28   | 6    | 나폴리           |
| 12   | GK   | 굴리엘모 비카리오        | 1996년 10월 7일(27세)  | 2    | 0    | 토트넘 홋스퍼    |
| 13   | DF   | 마테오 다르미안          | 1989년 12월 2일(34세)  | 43   | 2    | 인테르나치오날레 |
| 14   | FW   | 페데리코 키에사          | 1997년 10월 25일(26세) | 47   | 7    | 유벤투스         |
| 15   | DF   | 라울 벨라노바            | 2000년 5월 17일(24세)  | 2    | 0    | 토리노           |
| 16   | MF   | 브리안 크리스탄테        | 1995년 3월 3일(29세)   | 40   | 2    | 로마             |
| 17   | DF   | 잔루카 만치니            | 1996년 4월 17일(28세)  | 13   | 0    | 로마             |
| 18   | MF   | 니콜로 바렐라            | 1997년 2월 7일(27세)   | 53   | 9    | 인테르나치오날레 |
| 19   | FW   | 마테오 레테기            | 1999년 4월 29일(25세)  | 8    | 4    | 제노아           |
| 20   | FW   | 마티아 자카니            | 1995년 6월 16일(28세)  | 5    | 0    | 라치오           |
| 21   | MF   | 니콜로 파졸리            | 2001년 2월 12일(23세)  | 3    | 0    | 유벤투스         |
| 22   | FW   | 스테판 엘 샤라위         | 1992년 10월 27일(31세) | 31   | 7    | 로마             |
| 23   | DF   | 알레산드로 바스토니      | 1999년 4월 13일(25세)  | 23   | 1    | 인테르나치오날레 |
| 24   | DF   | 안드레아 캄비아소        | 2000년 2월 20일(24세)  | 4    | 0    | 유벤투스         |
| 25   | MF   | 미카엘 폴로룬쇼          | 1998년 2월 7일(26세)   | 1    | 0    | 엘라스 베로나    |
| 26   | GK   | 알렉스 메레트            | 1997년 3월 22일(27세)  | 3    | 0    | 나폴리           |

### 알바니아
- 감독:  시우비뉴

2024년 5월 27일, 알바니아는 27인의 예비 명단을 발표하였다. 6월 8일, 알바니아 축구 협회는 최종 26인 명단을 발표하였으며, 골키퍼 시몬 시모니가 최종 탈락하였다.
| 번호 | 위치 | 선수                 | 생년월일 (나이)        | 출전 | 득점 | 소속                |
| ---- | ---- | -------------------- | ---------------------- | ---- | ---- | ------------------- |
| 1    | GK   | 에트리트 베리샤      | 1989년 3월 10일(35세)  | 81   | 0    | 엠폴리              |
| 2    | DF   | 이반 발리우          | 1992년 1월 1일(32세)   | 13   | 0    | 라요 바예카노       |
| 3    | DF   | 마리오 미타이        | 2003년 8월 6일(20세)   | 14   | 0    | 로코모티프 모스크바 |
| 4    | DF   | 엘세이드 히사이      | 1994년 2월 2일(30세)   | 84   | 2    | 라치오              |
| 5    | DF   | 아를린드 아예티      | 1993년 9월 25일(30세)  | 26   | 1    | CFR 클루지          |
| 6    | DF   | 베라트 짐시티 (주장) | 1993년 2월 19일(31세)  | 58   | 1    | 아탈란타            |
| 7    | FW   | 레이 마나이          | 1997년 2월 24일(27세)  | 34   | 8    | 시바스스포르        |
| 8    | MF   | 클라우스 자술라      | 1989년 12월 14일(34세) | 28   | 0    | 다름슈타트 98       |
| 9    | FW   | 야시르 아사니        | 1995년 5월 19일(29세)  | 13   | 4    | 광주 FC             |
| 10   | MF   | 네딤 바이라미        | 1999년 2월 28일(25세)  | 23   | 4    | 사수올로            |
| 11   | FW   | 아르만도 브로야      | 2001년 9월 10일(22세)  | 21   | 5    | 풀럼                |
| 12   | GK   | 엘한 카스트라티      | 1997년 2월 2일(27세)   | 2    | 0    | 치타델라            |
| 13   | DF   | 에네아 미하이        | 1998년 7월 5일(25세)   | 19   | 0    | 파말리캉            |
| 14   | MF   | 차짐 라치            | 1996년 1월 19일(28세)  | 27   | 3    | 스파르타 프라하     |
| 15   | FW   | 타울란트 세페리      | 1996년 11월 15일(27세) | 19   | 3    | 바니야스            |
| 16   | MF   | 메돈 베리샤          | 2003년 10월 21일(20세) | 1    | 0    | 레체                |
| 17   | MF   | 에르네스트 무치      | 2001년 3월 19일(23세)  | 10   | 3    | 베식타시            |
| 18   | DF   | 아르디안 이스마일리  | 1996년 9월 30일(27세)  | 38   | 2    | 엠폴리              |
| 19   | FW   | 미를린드 다쿠        | 1998년 1월 1일(26세)   | 5    | 1    | 루빈 카잔           |
| 20   | MF   | 일베르 라마다니      | 1996년 4월 12일(28세)  | 35   | 1    | 레체                |
| 21   | MF   | 크리스티안 아슬라니  | 2002년 3월 9일(22세)   | 20   | 2    | 인테르나치오날레    |
| 22   | MF   | 아미르 아브라시      | 1990년 3월 27일(34세)  | 50   | 1    | 그라스호퍼          |
| 23   | GK   | 토마스 스트라코샤    | 1995년 3월 19일(29세)  | 28   | 0    | 브렌트퍼드          |
| 24   | DF   | 마라쉬 쿰불라        | 2000년 2월 8일(24세)   | 19   | 0    | 사수올로            |
| 25   | DF   | 나세르 알리히        | 1993년 12월 27일(30세) | 14   | 0    | 볼룬타리            |
| 26   | FW   | 아르버르 호자        | 1998년 10월 6일(25세)  | 4    | 0    | 디나모 자그레브     |

## C조

### 슬로베니아
- 감독: 마티아시 케크

2024년 5월 21일, 슬로베니아는 30인의 예비 명단을 발표하였다. 6월 7일, 26인으로 구성된 최종 명단이 발표되었으며, 마테브시 비도프셰크, 잔 잘레텔, 루카 자호비치, 미하 자이츠가 최종 탈락하였다.
| 번호 | 위치 | 선수                 | 생년월일 (나이)        | 출전 | 득점 | 소속                |
| ---- | ---- | -------------------- | ---------------------- | ---- | ---- | ------------------- |
| 1    | GK   | 얀 오블라크 (주장)   | 1993년 1월 7일(31세)   | 65   | 0    | 아틀레티코 마드리드 |
| 2    | DF   | 잔 카르니치니크      | 1994년 9월 18일(29세)  | 28   | 1    | 첼레                |
| 3    | DF   | 유레 발코베츠        | 1994년 9월 9일(29세)   | 33   | 0    | 알라니아스포르      |
| 4    | DF   | 미하 블라지치        | 1993년 5월 8일(31세)   | 32   | 0    | 레흐 포즈난         |
| 5    | MF   | 욘 고렌츠 스탄코비치 | 1996년 1월 14일(28세)  | 24   | 1    | 슈투름 그라츠       |
| 6    | DF   | 야카 비욜            | 1999년 2월 5일(25세)   | 49   | 1    | 우디네세            |
| 7    | MF   | 베냐민 베르비치      | 1993년 11월 27일(30세) | 58   | 6    | 파나티나이코스      |
| 8    | MF   | 산디 로브리치        | 1998년 3월 28일(26세)  | 35   | 4    | 우디네세            |
| 9    | FW   | 안드라시 슈포라르    | 1994년 2월 27일(30세)  | 53   | 12   | 파나티나이코스      |
| 10   | MF   | 티미 막스 엘슈니크   | 1998년 4월 29일(26세)  | 15   | 1    | 올림피야 류블랴나   |
| 11   | FW   | 베냐민 셰슈코        | 2003년 5월 31일(21세)  | 29   | 11   | RB 라이프치히       |
| 12   | GK   | 비드 벨레츠          | 1990년 6월 6일(34세)   | 21   | 0    | APOEL               |
| 13   | DF   | 에리크 얀자          | 1993년 6월 21일(30세)  | 10   | 2    | 구르니크 자브제     |
| 14   | MF   | 야스민 쿠르티치      | 1989년 1월 10일(35세)  | 91   | 2    | 쥐트티롤            |
| 15   | MF   | 토미 호르바트        | 1999년 3월 24일(25세)  | 7    | 0    | 슈투름 그라츠       |
| 16   | GK   | 이고르 베키치        | 1998년 5월 6일(26세)   | 1    | 0    | 바일레              |
| 17   | FW   | 얀 믈라카르          | 1998년 10월 23일(25세) | 17   | 3    | 피사                |
| 18   | FW   | 잔 비포트니크        | 2002년 3월 18일(22세)  | 9    | 2    | 보르도              |
| 19   | FW   | 잔 첼라르            | 1999년 3월 14일(25세)  | 10   | 0    | 루가노              |
| 20   | DF   | 페타르 스토야노비치  | 1995년 10월 7일(28세)  | 53   | 2    | 삼프도리아          |
| 21   | DF   | 바냐 드르쿠시치      | 1999년 10월 30일(24세) | 7    | 0    | 소치                |
| 22   | MF   | 아담 그네즈다 체린   | 1999년 7월 16일(24세)  | 31   | 4    | 파나티나이코스      |
| 23   | DF   | 다비드 브레칼로      | 1998년 12월 3일(25세)  | 13   | 1    | 올랜도 시티         |
| 24   | MF   | 니노 주겔            | 2000년 5월 23일(24세)  | 1    | 0    | 보되/글림트         |
| 25   | MF   | 아드리안 젤코비치    | 2002년 8월 19일(21세)  | 1    | 0    | 스파르타크 트르나바 |
| 26   | FW   | 요시프 일리치치      | 1988년 1월 29일(36세)  | 81   | 17   | 마리보르            |

### 덴마크
- 감독: 카스페르 율만

2024년 5월 30일, 덴마크는 최종 명단을 발표하였다.
| 번호 | 위치 | 선수                   | 생년월일 (나이)        | 출전 | 득점 | 소속                |
| ---- | ---- | ---------------------- | ---------------------- | ---- | ---- | ------------------- |
| 1    | GK   | 카스페르 슈마이켈      | 1986년 11월 5일(37세)  | 101  | 0    | 안데를레흐트        |
| 2    | DF   | 요아킴 안데르센        | 1996년 5월 31일(28세)  | 32   | 0    | 크리스털 팰리스     |
| 3    | DF   | 야니크 베스테르고르    | 1992년 8월 3일(31세)   | 41   | 3    | 레스터 시티         |
| 4    | DF   | 시몬 키에르 (주장)     | 1989년 3월 26일(35세)  | 132  | 5    | 밀란                |
| 5    | DF   | 요아킴 멜레            | 1997년 5월 20일(27세)  | 45   | 11   | VfL 볼프스부르크    |
| 6    | DF   | 안드레아스 크리스텐센  | 1996년 4월 10일(28세)  | 69   | 3    | 바르셀로나          |
| 7    | MF   | 마티아스 옌센          | 1996년 1월 1일(28세)   | 30   | 1    | 브렌트퍼드          |
| 8    | MF   | 토마스 딜레이니        | 1991년 9월 3일(32세)   | 78   | 8    | 안데를레흐트        |
| 9    | FW   | 라스무스 호일룬        | 2003년 2월 4일(21세)   | 14   | 7    | 맨체스터 유나이티드 |
| 10   | MF   | 크리스티안 에릭센      | 1992년 2월 14일(32세)  | 130  | 41   | 맨체스터 유나이티드 |
| 11   | FW   | 안드레아스 스코우 올센 | 1999년 12월 29일(24세) | 30   | 8    | 클뤼프 브뤼허       |
| 12   | FW   | 카스페르 돌베르        | 1997년 10월 6일(26세)  | 47   | 11   | 안데를레흐트        |
| 13   | DF   | 마티아스 예르겐센      | 1990년 4월 23일(34세)  | 37   | 2    | 브렌트퍼드          |
| 14   | FW   | 미켈 담스고르          | 2000년 7월 3일(23세)   | 27   | 4    | 브렌트퍼드          |
| 15   | MF   | 크리스티안 뇌르고르    | 1994년 3월 10일(30세)  | 25   | 1    | 브렌트퍼드          |
| 16   | GK   | 마스 헤르만센          | 2000년 7월 11일(23세)  | 0    | 0    | 레스터 시티         |
| 17   | DF   | 빅토르 크리스티안센    | 2002년 12월 16일(21세) | 8    | 0    | 볼로냐              |
| 18   | DF   | 알렉산데르 바          | 1997년 12월 9일(26세)  | 11   | 1    | 벤피카              |
| 19   | FW   | 요나스 빈              | 1999년 2월 7일(25세)   | 27   | 8    | VfL 볼프스부르크    |
| 20   | FW   | 유수프 포울센          | 1994년 6월 15일(29세)  | 79   | 13   | RB 라이프치히       |
| 21   | MF   | 모르텐 율만            | 1999년 6월 25일(24세)  | 7    | 0    | 스포르팅 CP         |
| 22   | GK   | 프레데리크 뢰노브      | 1992년 8월 4일(31세)   | 10   | 0    | 우니온 베를린       |
| 23   | MF   | 피에르에밀 호이비에르  | 1995년 8월 5일(28세)   | 77   | 10   | 토트넘 홋스퍼       |
| 24   | MF   | 아네르스 드라위에르    | 1998년 5월 2일(26세)   | 3    | 0    | 안데를레흐트        |
| 25   | DF   | 라스무스 크리스텐센    | 1997년 7월 11일(26세)  | 21   | 0    | 로마                |
| 21   | MF   | 야코브 브룬 라르센     | 1998년 9월 19일(25세)  | 6    | 1    | 번리                |

### 세르비아
- 감독: 드라간 스토이코비치

2024년 5월 18일, 세르비아는 35인의 예비 명단을 발표하였다. 5월 27일, 26인으로 구성된 최종 명단이 확정되었다.
| 번호 | 위치 | 선수                           | 생년월일 (나이)        | 출전 | 득점 | 소속                |
| ---- | ---- | ------------------------------ | ---------------------- | ---- | ---- | ------------------- |
| 1    | GK   | 프레드라그 라이코비치          | 1995년 10월 31일(28세) | 32   | 0    | 마요르카            |
| 2    | DF   | 스트라히냐 파블로비치          | 2001년 5월 24일(23세)  | 35   | 4    | 레드불 잘츠부르크   |
| 3    | DF   | 네마냐 스토이치                | 1998년 1월 15일(26세)  | 2    | 0    | TSC                 |
| 4    | DF   | 니콜라 밀렌코비치              | 1997년 10월 12일(26세) | 53   | 3    | 피오렌티나          |
| 5    | MF   | 네마냐 막시모비치              | 1995년 1월 26일(29세)  | 49   | 0    | 헤타페              |
| 6    | DF   | 네마냐 구델                    | 1991년 11월 16일(32세) | 62   | 1    | 세비야              |
| 7    | FW   | 두샨 블라호비치                | 2000년 1월 28일(24세)  | 27   | 13   | 유벤투스            |
| 8    | FW   | 루카 요비치                    | 1997년 12월 23일(26세) | 35   | 10   | 밀란                |
| 9    | FW   | 알렉산다르 미트로비치 (부주장) | 1994년 9월 16일(29세)  | 91   | 58   | 알힐랄              |
| 10   | MF   | 두샨 타디치 (주장)             | 1988년 11월 20일(35세) | 108  | 23   | 페네르바흐체        |
| 11   | MF   | 필리프 코스티치                | 1992년 11월 1일(31세)  | 63   | 3    | 유벤투스            |
| 12   | GK   | 조르제 페트로비치              | 1999년 10월 8일(24세)  | 3    | 0    | 첼시                |
| 13   | DF   | 밀로시 벨코비치                | 1995년 9월 26일(28세)  | 30   | 1    | 베르더 브레멘       |
| 14   | MF   | 안드리야 지브코비치            | 1996년 7월 11일(27세)  | 46   | 1    | PAOK                |
| 15   | DF   | 스르잔 바비치                  | 1996년 4월 22일(28세)  | 8    | 1    | 스파르타크 모스크바 |
| 16   | MF   | 스르잔 미야일로비치            | 1993년 11월 10일(30세) | 7    | 0    | 츠르베나 즈베즈다   |
| 17   | MF   | 이반 일리치                    | 2001년 3월 17일(23세)  | 16   | 0    | 토리노              |
| 18   | FW   | 페타르 라트코브                | 2003년 8월 18일(20세)  | 1    | 0    | 레드불 잘츠부르크   |
| 19   | MF   | 라자르 사마르지치              | 2002년 2월 24일(22세)  | 9    | 0    | 우디네세            |
| 20   | MF   | 세르게이 밀린코비치사비치      | 1995년 2월 27일(29세)  | 51   | 9    | 알힐랄              |
| 21   | MF   | 미야트 가치노비치              | 1995년 2월 8일(29세)   | 27   | 2    | AEK 아테네          |
| 22   | MF   | 사샤 루키치                    | 1996년 8월 13일(27세)  | 46   | 2    | 풀럼                |
| 23   | GK   | 바냐 밀린코비치사비치          | 1997년 2월 20일(27세)  | 19   | 0    | 토리노              |
| 24   | DF   | 우로시 스파이치                | 1993년 2월 13일(31세)  | 21   | 0    | 츠르베나 즈베즈다   |
| 25   | DF   | 필리프 믈라데노비치            | 1991년 8월 15일(32세)  | 31   | 1    | 파나티나이코스      |
| 26   | MF   | 벨코 비르만체비치              | 1998년 3월 5일(26세)   | 5    | 0    | 스파르타 프라하     |

### 잉글랜드
- 감독: 개러스 사우스게이트

2024년 5월 21일, 잉글랜드는 UEFA 유로 2024를 앞두고 33명의 선수를 예비 훈련 캠프에 소집하였다. 6월 6일, FA는 제임스 매디슨과 커티스 존스가 최종 명단에 포함되지 않는다고 발표했다. 이후 같은 날 해리 매과이어, 잭 그릴리시, 재러드 브랜스웨이트, 자렐 콴사, 제임스 트래퍼드가 제외된 최종 26인 명단이 발표되었다.
| 번호 | 위치 | 선수                  | 생년월일 (나이)        | 출전 | 득점 | 소속                   |
| ---- | ---- | --------------------- | ---------------------- | ---- | ---- | ---------------------- |
| 1    | GK   | 조던 픽퍼드           | 1994년 3월 7일(30세)   | 61   | 0    | 에버턴                 |
| 2    | DF   | 카일 워커             | 1990년 5월 28일(34세)  | 83   | 1    | 맨체스터 시티          |
| 3    | DF   | 루크 쇼               | 1995년 7월 12일(28세)  | 31   | 3    | 맨체스터 유나이티드    |
| 4    | MF   | 데클런 라이스         | 1999년 1월 14일(25세)  | 51   | 3    | 아스널                 |
| 5    | DF   | 존 스톤스             | 1994년 5월 28일(30세)  | 72   | 3    | 맨체스터 시티          |
| 6    | DF   | 마크 게히             | 2000년 7월 13일(23세)  | 11   | 0    | 크리스털 팰리스        |
| 7    | FW   | 부카요 사카           | 2001년 9월 5일(22세)   | 33   | 11   | 아스널                 |
| 8    | DF   | 트렌트 알렉산더아널드 | 1998년 10월 7일(25세)  | 25   | 3    | 리버풀                 |
| 9    | FW   | 해리 케인 (주장)      | 1993년 7월 28일(30세)  | 91   | 63   | 바이에른 뮌헨          |
| 10   | MF   | 주드 벨링엄           | 2003년 6월 29일(20세)  | 29   | 3    | 레알 마드리드          |
| 11   | FW   | 필 포든               | 2000년 5월 28일(24세)  | 34   | 4    | 맨체스터 시티          |
| 12   | DF   | 키런 트리피어         | 1990년 9월 19일(33세)  | 48   | 1    | 뉴캐슬 유나이티드      |
| 13   | GK   | 에런 램스데일         | 1998년 5월 14일(26세)  | 5    | 0    | 아스널                 |
| 14   | DF   | 에즈리 콘사           | 1997년 10월 23일(26세) | 4    | 0    | 애스턴 빌라            |
| 15   | DF   | 루이스 덩크           | 1991년 11월 21일(32세) | 6    | 0    | 브라이턴 & 호브 앨비언 |
| 16   | MF   | 코너 갤러거           | 2000년 2월 6일(24세)   | 13   | 0    | 첼시                   |
| 17   | FW   | 아이번 토니           | 1996년 3월 16일(28세)  | 3    | 1    | 브렌트퍼드             |
| 18   | FW   | 앤서니 고든           | 2001년 2월 24일(23세)  | 3    | 0    | 뉴캐슬 유나이티드      |
| 19   | FW   | 올리 왓킨스           | 1995년 12월 30일(28세) | 12   | 3    | 애스턴 빌라            |
| 20   | FW   | 재러드 보언           | 1996년 12월 20일(27세) | 8    | 0    | 웨스트햄 유나이티드    |
| 21   | FW   | 에베레치 에제         | 1998년 6월 29일(25세)  | 4    | 0    | 크리스털 팰리스        |
| 22   | DF   | 조 고메즈             | 1997년 5월 23일(27세)  | 15   | 0    | 리버풀                 |
| 23   | GK   | 딘 헨더슨             | 1997년 3월 12일(27세)  | 1    | 0    | 크리스털 팰리스        |
| 24   | MF   | 콜 파머               | 2002년 5월 6일(22세)   | 4    | 1    | 첼시                   |
| 25   | MF   | 애덤 워튼             | 2004년 2월 6일(20세)   | 1    | 0    | 크리스털 팰리스        |
| 26   | MF   | 코비 마이누           | 2005년 4월 19일(19세)  | 3    | 0    | 맨체스터 유나이티드    |

## D조

### 폴란드
- 감독: 미하우 프로비에시

2024년 5월 29일, 폴란드는 29인의 예비 명단을 발표하였다. 6월 2일, 올리비에르 지흐가 부상을 당하여 마테우시 코할스키로 교체되었다. 6월 3일, 야쿠프 카우진스키가 추가 소집되었다. 6월 7일, 26인으로 구성된 최종 명단이 발표되었으며, 마테우시 코할스키, 파베우 보흐니에비츠, 야쿠프 카우진스키, 아르카디우시 밀리크가 최종 탈락하였다.
| 번호 | 위치 | 선수                         | 생년월일 (나이)        | 출전 | 득점 | 소속                      |
| ---- | ---- | ---------------------------- | ---------------------- | ---- | ---- | ------------------------- |
| 1    | GK   | 보이치에흐 슈쳉스니          | 1990년 4월 18일(34세)  | 82   | 0    | 유벤투스                  |
| 2    | DF   | 바르토시 살라몬              | 1991년 5월 1일(33세)   | 14   | 0    | 레흐 포즈난               |
| 3    | DF   | 파베우 다비도비츠            | 1995년 5월 20일(29세)  | 11   | 0    | 엘라스 베로나             |
| 4    | DF   | 세바스티안 발루키에비츠      | 2000년 4월 5일(24세)   | 4    | 1    | 엠폴리                    |
| 5    | DF   | 얀 베드나레크                | 1996년 4월 12일(28세)  | 57   | 1    | 사우샘프턴                |
| 6    | MF   | 야쿠프 피오트로프스키        | 1997년 10월 4일(26세)  | 6    | 2    | 루도고레츠 라즈그라드     |
| 7    | FW   | 카롤 시비데르스키            | 1997년 1월 23일(27세)  | 31   | 11   | 엘라스 베로나             |
| 8    | MF   | 야쿠프 모데르                | 1999년 4월 7일(25세)   | 23   | 2    | 브라이턴 & 호브 앨비언    |
| 9    | FW   | 로베르트 레반도프스키 (주장) | 1988년 8월 21일(35세)  | 150  | 82   | 바르셀로나                |
| 10   | MF   | 피오트르 지엘린스키          | 1994년 5월 20일(30세)  | 90   | 12   | 나폴리                    |
| 11   | MF   | 카밀 그로시츠키              | 1988년 6월 8일(36세)   | 93   | 17   | 포곤 슈체친               |
| 12   | GK   | 우카시 스코룹스키            | 1991년 5월 5일(33세)   | 10   | 0    | 볼로냐                    |
| 13   | MF   | 타라스 로만추크              | 1991년 11월 14일(32세) | 3    | 1    | 야기엘로니아 비아위스토크 |
| 14   | DF   | 야쿠프 키비오르              | 2000년 2월 15일(24세)  | 23   | 1    | 아스널                    |
| 15   | DF   | 티모테우시 푸하치            | 1999년 1월 23일(25세)  | 14   | 0    | 1. FC 카이저슬라우테른    |
| 16   | FW   | 아담 북사                    | 1996년 7월 12일(27세)  | 15   | 6    | 안탈리아스포르            |
| 17   | MF   | 다미안 시만스키              | 1995년 6월 16일(28세)  | 18   | 2    | AEK 아테네                |
| 18   | DF   | 바르토시 베레신스키          | 1992년 7월 12일(31세)  | 55   | 0    | 엠폴리                    |
| 19   | MF   | 프셰미스와프 프란코프스키    | 1995년 4월 12일(29세)  | 41   | 3    | 랑스                      |
| 20   | MF   | 세바스티안 시만스키          | 1999년 5월 10일(25세)  | 34   | 3    | 페네르바흐체              |
| 21   | MF   | 니콜라 잘레프스키            | 2002년 1월 23일(22세)  | 18   | 1    | 로마                      |
| 22   | GK   | 마르친 부우카                | 1999년 10월 4일(24세)  | 1    | 0    | 니스                      |
| 23   | FW   | 크시슈토프 피옹테크          | 1995년 7월 1일(28세)   | 29   | 11   | 이스탄불 바샥셰히르       |
| 24   | MF   | 바르토시 슬리시              | 1999년 3월 29일(25세)  | 9    | 0    | 애틀랜타 유나이티드       |
| 25   | MF   | 미하우 스쿠라시              | 2000년 2월 15일(24세)  | 8    | 0    | 클뤼프 브뤼허             |
| 26   | MF   | 카츠페르 우르반스키          | 2004년 9월 7일(19세)   | 2    | 0    | 볼로냐                    |

### 네덜란드
- 감독: 로날트 쿠만

2024년 5월 16일, 네덜란드는 30인의 예비 명단을 발표하였다. 5월 27일, 마르턴 더 론이 부상으로 인해 대표팀에서 하차하였다. 5월 29일, 26인으로 구성된 최종 명단이 확정되었으며 닉 올레이, 이안 마트센, 크빈턴 팀버르가 탈락하였다. 6월 10일, 프렝키 더 용은 부상으로 인해 선수단에서 하차할 것이라고 발표하였다. 6월 11일, 이안 마트센이 교체 선수로 발탁되었다. 6월 11일, 퇸 코프메이너르스는 아이슬란드와의 친선 경기를 앞두고 부상을 당하여 선수단에서 제외되었다. 6월 12일, 조슈아 지르크제이가 선수단에 소집되었다.
| 번호 | 위치 | 선수                    | 생년월일 (나이)        | 출전 | 득점 | 소속                   |
| ---- | ---- | ----------------------- | ---------------------- | ---- | ---- | ---------------------- |
| 1    | GK   | 바르트 페르브뤼헌       | 2002년 8월 18일(21세)  | 7    | 0    | 브라이턴 & 호브 앨비언 |
| 2    | DF   | 뤼츠하럴 헤이르트라위다 | 2000년 7월 18일(23세)  | 9    | 0    | 페예노르트             |
| 3    | DF   | 마테이스 더 리흐트      | 1999년 8월 12일(24세)  | 45   | 2    | 바이에른 뮌헨          |
| 4    | DF   | 버질 판 데이크 (주장)   | 1991년 7월 8일(32세)   | 68   | 9    | 리버풀                 |
| 5    | DF   | 나탄 아케               | 1995년 2월 18일(29세)  | 45   | 5    | 맨체스터 시티          |
| 6    | DF   | 스테판 더 프레이        | 1992년 2월 5일(32세)   | 64   | 3    | 인테르나치오날레       |
| 7    | MF   | 사비 시몬스             | 2003년 4월 21일(21세)  | 14   | 1    | RB 라이프치히          |
| 8    | MF   | 조르지뇨 베이날둠       | 1990년 11월 11일(33세) | 93   | 28   | 알이티파크             |
| 9    | FW   | 바우트 베호르스트       | 1992년 8월 7일(31세)   | 33   | 11   | TSG 호펜하임           |
| 10   | FW   | 멤피스 데파이           | 1994년 2월 13일(30세)  | 92   | 45   | 아틀레티코 마드리드    |
| 11   | FW   | 코디 학포               | 1999년 5월 7일(25세)   | 24   | 9    | 리버풀                 |
| 12   | DF   | 제레미 프림퐁           | 2000년 12월 10일(23세) | 4    | 1    | 바이어 레버쿠젠        |
| 13   | GK   | 저스틴 베일로           | 1998년 1월 22일(26세)  | 8    | 0    | 페예노르트             |
| 14   | MF   | 티자니 라인더르스       | 1998년 7월 29일(25세)  | 9    | 1    | 밀란                   |
| 15   | DF   | 미키 판 더 펜           | 2001년 4월 19일(23세)  | 4    | 0    | 토트넘 홋스퍼          |
| 16   | MF   | 조이 페이르만           | 1998년 11월 19일(25세) | 10   | 1    | PSV 에인트호번         |
| 17   | DF   | 데일리 블린트           | 1990년 3월 9일(34세)   | 107  | 3    | 지로나                 |
| 18   | FW   | 도니얼 말런             | 1999년 1월 19일(25세)  | 32   | 7    | 보루시아 도르트문트    |
| 19   | FW   | 브라이언 브로비         | 2002년 2월 1일(22세)   | 2    | 0    | 아약스                 |
| 20   | DF   | 이안 마트센             | 2002년 3월 10일(22세)  | 0    | 0    | 보루시아 도르트문트    |
| 21   | FW   | 조슈아 지르크제이       | 2001년 5월 22일(23세)  | 0    | 0    | 볼로냐                 |
| 22   | DF   | 덴젤 둠프리스           | 1996년 4월 18일(28세)  | 53   | 6    | 인테르나치오날레       |
| 23   | GK   | 마르크 플레컨           | 1993년 6월 13일(31세)  | 7    | 0    | 브렌트퍼드             |
| 24   | MF   | 예르디 스하우턴         | 1997년 1월 12일(27세)  | 5    | 0    | PSV 에인트호번         |
| 25   | FW   | 스테번 베르흐베인       | 1997년 10월 8일(26세)  | 33   | 8    | 아약스                 |
| 26   | MF   | 라이언 흐라번베르흐     | 2002년 5월 16일(22세)  | 12   | 1    | 리버풀                 |

### 오스트리아
- 감독:  랄프 랑니크

2024년 5월 22일, 오스트리아는 29인의 예비 명단을 발표하였다. 부상이나 기권에 대비하여 예비 선수 12명의 명단도 함께 공개되었다. 6월 7일, 26인으로 구성된 최종 명단이 확정되었으며 토비아스 라발, 슈테판 라이너, 티에르노 발로가 탈락하였다.
| 번호 | 위치 | 선수                    | 생년월일 (나이)        | 출전 | 득점 | 소속                    |
| ---- | ---- | ----------------------- | ---------------------- | ---- | ---- | ----------------------- |
| 1    | GK   | 하인츠 린트너           | 1990년 7월 17일(33세)  | 37   | 0    | 위니옹 SG               |
| 2    | DF   | 막시밀리안 뵈버         | 1998년 2월 4일(26세)   | 25   | 0    | 보루시아 묀헨글라트바흐 |
| 3    | DF   | 게르노트 트라우너       | 1992년 3월 25일(32세)  | 11   | 1    | 페예노르트              |
| 4    | DF   | 케빈 단소               | 1998년 9월 19일(25세)  | 20   | 0    | 랑스                    |
| 5    | DF   | 슈테판 포슈             | 1997년 5월 14일(27세)  | 32   | 1    | 볼로냐                  |
| 6    | MF   | 니콜라스 자이발트       | 2001년 5월 4일(23세)   | 24   | 0    | RB 라이프치히           |
| 7    | FW   | 마르코 아르나우토비치   | 1989년 4월 19일(35세)  | 112  | 36   | 인테르나치오날레        |
| 8    | MF   | 알렉산더 프라스         | 2001년 5월 26일(23세)  | 5    | 0    | 슈투름 그라츠           |
| 9    | MF   | 마르셀 자비처           | 1994년 3월 17일(30세)  | 78   | 17   | 보루시아 도르트문트     |
| 10   | MF   | 플로리안 그릴리치       | 1995년 8월 7일(28세)   | 43   | 1    | TSG 호펜하임            |
| 11   | FW   | 미하엘 그레고리치       | 1994년 4월 18일(30세)  | 55   | 15   | SC 프라이부르크         |
| 12   | GK   | 니클라스 헤들           | 2001년 3월 17일(23세)  | 1    | 0    | 라피트 빈               |
| 13   | GK   | 파트리크 펜츠           | 1997년 1월 2일(27세)   | 6    | 0    | 브뢴뷔 IF               |
| 14   | DF   | 레오폴트 크버펠트       | 2003년 12월 20일(20세) | 2    | 0    | 라피트 빈               |
| 15   | DF   | 필리프 린하르트         | 1996년 7월 11일(27세)  | 21   | 1    | SC 프라이부르크         |
| 16   | DF   | 필리프 음웨네           | 1994년 1월 29일(30세)  | 12   | 0    | 마인츠 05               |
| 17   | MF   | 플로리안 카인츠         | 1992년 10월 24일(31세) | 28   | 1    | 1. FC 쾰른              |
| 18   | MF   | 로마노 슈미트           | 2000년 1월 27일(24세)  | 11   | 0    | 베르더 브레멘           |
| 19   | MF   | 크리스토프 바움가르트너 | 1999년 8월 1일(24세)   | 38   | 15   | RB 라이프치히           |
| 20   | MF   | 콘라트 라이머           | 1997년 5월 27일(27세)  | 36   | 4    | 바이에른 뮌헨           |
| 21   | DF   | 플라비우스 다닐리우크   | 2001년 4월 27일(23세)  | 3    | 0    | 레드불 잘츠부르크       |
| 22   | MF   | 마티아스 자이들         | 2001년 1월 24일(23세)  | 4    | 0    | 라피트 빈               |
| 23   | MF   | 파트리크 비머           | 2001년 5월 30일(23세)  | 12   | 1    | VfL 볼프스부르크        |
| 24   | FW   | 안드레아스 바이만       | 1991년 8월 5일(32세)   | 24   | 2    | 웨스트브로미치 앨비언   |
| 25   | FW   | 막시밀리안 엔트루프     | 1997년 7월 25일(26세)  | 3    | 1    | TSV 하르트베르크        |
| 26   | MF   | 마르코 그륄             | 1998년 7월 6일(25세)   | 5    | 0    | 라피트 빈               |

### 프랑스
- 감독: 디디에 데샹

2024년 5월 16일, 프랑스는 25명으로 구성된 최종 명단을 발표하였다.
| 번호 | 위치 | 선수                 | 생년월일 (나이)        | 출전 | 득점 | 소속                |
| ---- | ---- | -------------------- | ---------------------- | ---- | ---- | ------------------- |
| 1    | GK   | 브리스 삼바          | 1994년 4월 26일(30세)  | 3    | 0    | 랑스                |
| 2    | DF   | 뱅자맹 파바르        | 1996년 3월 28일(28세)  | 54   | 5    | 인테르나치오날레    |
| 21   | DF   | 페를랑 멘디          | 1995년 6월 8일(29세)   | 10   | 0    | 레알 마드리드       |
| 4    | DF   | 다요 우파메카노      | 1998년 10월 27일(25세) | 20   | 2    | 바이에른 뮌헨       |
| 5    | DF   | 쥘 쿤데              | 1998년 11월 12일(25세) | 28   | 0    | 바르셀로나          |
| 6    | MF   | 에두아르도 카마빙가  | 2002년 11월 10일(21세) | 17   | 1    | 레알 마드리드       |
| 7    | FW   | 앙투안 그리즈만      | 1991년 3월 21일(33세)  | 129  | 44   | 아틀레티코 마드리드 |
| 8    | MF   | 오렐리앵 추아메니    | 2000년 1월 27일(24세)  | 31   | 3    | 레알 마드리드       |
| 9    | FW   | 올리비에 지루        | 1986년 9월 30일(37세)  | 133  | 57   | 밀란                |
| 10   | FW   | 킬리안 음바페 (주장) | 1998년 12월 20일(25세) | 79   | 47   | 레알 마드리드       |
| 11   | FW   | 우스만 뎀벨레        | 1997년 5월 15일(27세)  | 44   | 5    | 파리 생제르맹       |
| 12   | FW   | 랑달 콜로 무아니     | 1998년 12월 5일(25세)  | 17   | 4    | 파리 생제르맹       |
| 13   | MF   | 은골로 캉테          | 1991년 3월 29일(33세)  | 55   | 2    | 알이티하드          |
| 14   | MF   | 아드리앵 라비오      | 1995년 4월 3일(29세)   | 43   | 4    | 유벤투스            |
| 15   | FW   | 마르퀴스 튀람        | 1997년 8월 6일(26세)   | 20   | 2    | 인테르나치오날레    |
| 16   | GK   | 마이크 메냥          | 1995년 7월 3일(28세)   | 16   | 0    | 밀란                |
| 17   | DF   | 윌리암 살리바        | 2001년 3월 24일(23세)  | 15   | 0    | 아스널              |
| 18   | MF   | 워렌 자이르에메리    | 2006년 3월 8일(18세)   | 3    | 1    | 파리 생제르맹       |
| 19   | MF   | 유수프 포파나        | 1999년 1월 10일(25세)  | 18   | 3    | 모나코              |
| 20   | FW   | 킹슬레 코망          | 1996년 6월 13일(28세)  | 56   | 8    | 바이에른 뮌헨       |
| 21   | DF   | 조나탕 클로스        | 1992년 9월 25일(31세)  | 13   | 2    | 마르세유            |
| 22   | DF   | 테오 에르난데스      | 1997년 10월 6일(26세)  | 27   | 2    | 밀란                |
| 23   | GK   | 알퐁스 아레올라      | 1993년 2월 27일(31세)  | 5    | 0    | 웨스트햄 유나이티드 |
| 24   | DF   | 이브라히마 코나테    | 1999년 5월 25일(25세)  | 16   | 0    | 리버풀              |
| 25   | FW   | 브래들리 바르콜라    | 2002년 9월 2일(21세)   | 2    | 0    | 파리 생제르맹       |

## E조

### 벨기에
- 감독:  도메니코 테데스코

2024년 5월 28일, 벨기에는 25명으로 구성된 최종 명단을 발표하였다.
| 번호 | 위치 | 선수                    | 생년월일 (나이)        | 출전 | 득점 | 소속                |
| ---- | ---- | ----------------------- | ---------------------- | ---- | ---- | ------------------- |
| 1    | GK   | 쿤 카스테일스           | 1992년 6월 25일(31세)  | 10   | 0    | VfL 볼프스부르크    |
| 2    | DF   | 제노 데바스트           | 2003년 10월 24일(20세) | 8    | 0    | 안데를레흐트        |
| 3    | DF   | 아르튀르 테아트         | 2000년 5월 25일(24세)  | 15   | 0    | 렌                  |
| 4    | DF   | 바우트 파스             | 1998년 4월 3일(26세)   | 15   | 0    | 레스터 시티         |
| 5    | DF   | 얀 페르통언             | 1987년 4월 24일(37세)  | 154  | 10   | 안데를레흐트        |
| 6    | DF   | 악셀 위첼               | 1989년 1월 12일(35세)  | 132  | 12   | 아틀레티코 마드리드 |
| 7    | MF   | 케빈 더 브라위너 (주장) | 1991년 6월 28일(32세)  | 101  | 27   | 맨체스터 시티       |
| 8    | MF   | 유리 틸레만스           | 1997년 5월 7일(27세)   | 67   | 7    | 애스턴 빌라         |
| 9    | FW   | 레안드로 트로사르       | 1994년 12월 4일(29세)  | 34   | 9    | 아스널              |
| 10   | FW   | 로멜루 루카쿠           | 1993년 5월 13일(31세)  | 115  | 85   | 로마                |
| 11   | MF   | 야니크 카라스코         | 1993년 9월 4일(30세)   | 74   | 11   | 알샤바브            |
| 12   | GK   | 토마스 카민스키         | 1992년 10월 23일(31세) | 1    | 0    | 루턴 타운           |
| 13   | GK   | 마츠 셀스               | 1992년 2월 26일(32세)  | 8    | 0    | 노팅엄 포리스트     |
| 14   | FW   | 도디 루케바키오         | 1997년 9월 24일(26세)  | 15   | 2    | 세비야              |
| 15   | DF   | 토마 뫼니에             | 1991년 9월 12일(32세)  | 66   | 8    | 트라브존스포르      |
| 16   | MF   | 아스터 브랑크스         | 2002년 10월 4일(21세)  | 7    | 0    | VfL 볼프스부르크    |
| 17   | FW   | 샤를 드 케텔라에        | 2001년 3월 10일(23세)  | 15   | 2    | 아탈란타            |
| 18   | MF   | 오렐 망갈라             | 1998년 3월 18일(26세)  | 15   | 0    | 리옹                |
| 19   | FW   | 요한 바카요코           | 2003년 4월 20일(21세)  | 12   | 1    | PSV                 |
| 20   | FW   | 로이스 오펜다           | 2000년 2월 16일(24세)  | 17   | 2    | RB 라이프치히       |
| 21   | DF   | 티모티 카스타뉴         | 1995년 12월 5일(28세)  | 43   | 2    | 풀럼                |
| 22   | FW   | 제레미 도쿠             | 2002년 5월 27일(22세)  | 22   | 2    | 맨체스터 시티       |
| 23   | MF   | 아르투르 베르미렌       | 2005년 2월 7일(19세)   | 4    | 0    | 아틀레티코 마드리드 |
| 24   | MF   | 아마두 오나나           | 2001년 8월 16일(22세)  | 13   | 0    | 에버턴              |
| 25   | DF   | 막심 더 카위퍼르        | 2000년 12월 22일(23세) | 2    | 0    | 클뤼프 브뤼허       |

### 슬로바키아
- 감독:  프란체스코 칼초나

2024년 5월 27일, 슬로바키아는 32인의 예비 명단을 발표하였다. 6월 7일, 26인으로 구성된 최종 명단이 발표되었으며 도미니크 타카치, 미할 토미치, 마투시 크메티, 야쿠프 카다크, 도미니크 홀리, 로베르트 폴리에우카가 탈락하였다.
| 번호 | 위치 | 선수                     | 생년월일 (나이)        | 출전 | 득점 | 소속                |
| ---- | ---- | ------------------------ | ---------------------- | ---- | ---- | ------------------- |
| 1    | GK   | 마르틴 두브라우카        | 1989년 1월 15일(35세)  | 43   | 0    | 뉴캐슬 유나이티드   |
| 2    | DF   | 페테르 페카리크          | 1986년 10월 30일(37세) | 127  | 2    | 헤르타 BSC          |
| 3    | DF   | 데니스 바우로            | 1996년 4월 10일(28세)  | 20   | 2    | 코펜하겐            |
| 4    | DF   | 아담 오베르트            | 2002년 8월 23일(21세)  | 5    | 0    | 칼리아리            |
| 5    | MF   | 토마시 리고              | 2002년 7월 3일(21세)   | 1    | 1    | 바니크 오스트라바   |
| 6    | DF   | 노르베르트 기옴베르      | 1992년 7월 3일(31세)   | 39   | 0    | 살레르니타나        |
| 7    | MF   | 토마시 수슬로우          | 2002년 6월 7일(22세)   | 28   | 3    | 엘라스 베로나       |
| 8    | MF   | 온드레이 두다            | 1994년 12월 5일(29세)  | 72   | 13   | 엘라스 베로나       |
| 9    | FW   | 로베르트 보제니크        | 1999년 11월 18일(24세) | 40   | 7    | 보아비스타          |
| 10   | FW   | 류보미르 툽타            | 1998년 3월 27일(26세)  | 6    | 0    | 슬로반 리베레츠     |
| 11   | MF   | 라슬로 베네스            | 1997년 9월 9일(26세)   | 22   | 2    | 함부르크 SV         |
| 12   | GK   | 마레크 로다크            | 1996년 12월 13일(27세) | 22   | 0    | 풀럼                |
| 13   | MF   | 파트리크 흐로쇼우스키    | 1992년 4월 22일(32세)  | 55   | 0    | 헹크                |
| 14   | DF   | 밀란 슈크리니아르 (주장) | 1995년 2월 11일(29세)  | 68   | 3    | 파리 생제르맹       |
| 15   | DF   | 베르논 데 마르코         | 1992년 11월 18일(31세) | 10   | 1    | 하타                |
| 16   | DF   | 다비트 한츠코            | 1997년 12월 13일(26세) | 38   | 4    | 페예노르트          |
| 17   | FW   | 루카시 하라슬린          | 1996년 5월 26일(28세)  | 36   | 6    | 스파르타 프라하     |
| 18   | FW   | 다비트 스트렐레츠        | 2001년 4월 4일(23세)   | 18   | 3    | 슬로반 브라티슬라바 |
| 19   | MF   | 유라이 쿠츠카            | 1987년 2월 26일(37세)  | 107  | 14   | 슬로반 브라티슬라바 |
| 20   | FW   | 다비트 듀리시            | 1999년 3월 22일(25세)  | 12   | 1    | 아스콜리            |
| 21   | MF   | 마투시 베로              | 1995년 9월 6일(28세)   | 30   | 1    | VfL 보훔            |
| 22   | MF   | 스타니슬라우 로보트카    | 1994년 11월 25일(29세) | 55   | 4    | 나폴리              |
| 23   | GK   | 헨리히 라바스            | 1997년 8월 16일(26세)  | 0    | 0    | 뉴잉글랜드 레벌루션 |
| 24   | MF   | 레오 사우에르            | 2005년 12월 16일(18세) | 2    | 0    | 페예노르트          |
| 25   | DF   | 세바스티안 코샤          | 2003년 9월 13일(20세)  | 1    | 0    | 스파르타크 트르나바 |
| 26   | FW   | 이반 슈란스              | 1993년 9월 13일(30세)  | 22   | 3    | 슬라비아 프라하     |

### 루마니아
- 감독: 에드와르드 이오르더네스쿠

2024년 5월 24일, 루마니아는 28인의 예비 명단을 발표하였다. 6월 7일, 최종 선수단이 발표되었으며 러즈반 사바, 콘스탄틴 그라메니가 탈락하였다.
| 번호 | 위치 | 선수                     | 생년월일 (나이)        | 출전 | 득점 | 소속                        |
| ---- | ---- | ------------------------ | ---------------------- | ---- | ---- | --------------------------- |
| 1    | GK   | 플로린 니처              | 1987년 7월 3일(36세)   | 21   | 0    | 가지안테프                  |
| 2    | DF   | 안드레이 라치우          | 1998년 6월 20일(25세)  | 17   | 1    | 라요 바예카노               |
| 3    | DF   | 라두 드러구신            | 2002년 2월 3일(22세)   | 17   | 0    | 토트넘 홋스퍼               |
| 4    | DF   | 아드리안 루스            | 1996년 3월 18일(28세)  | 20   | 1    | 파포스                      |
| 5    | DF   | 이오누츠 네델체아루      | 1996년 4월 25일(28세)  | 27   | 2    | 팔레르모                    |
| 6    | MF   | 마리우스 마린            | 1998년 8월 30일(25세)  | 18   | 0    | 피사                        |
| 7    | FW   | 데니스 알리베크          | 1991년 1월 5일(33세)   | 37   | 5    | 무아이다르                  |
| 8    | MF   | 알렉산드루 치클더우      | 1997년 7월 8일(26세)   | 37   | 4    | 코니아스포르                |
| 9    | FW   | 제오르제 푸슈카슈        | 1996년 4월 8일(28세)   | 42   | 11   | 바리                        |
| 10   | MF   | 이아니스 하지            | 1998년 10월 22일(25세) | 35   | 5    | 알라베스                    |
| 11   | DF   | 니쿠쇼르 반쿠            | 1992년 9월 18일(31세)  | 36   | 2    | 우니베르시타테아 크라이오바 |
| 12   | GK   | 호라치우 몰도반          | 1998년 1월 20일(26세)  | 11   | 0    | 아틀레티코 마드리드         |
| 13   | MF   | 발렌틴 미허일러          | 2000년 2월 2일(24세)   | 21   | 4    | 파르마                      |
| 14   | MF   | 다리우스 올라루          | 1998년 3월 3일(26세)   | 18   | 0    | FCSB                        |
| 15   | DF   | 안드레이 부르커          | 1993년 4월 15일(31세)  | 27   | 1    | 알오크두드                  |
| 16   | GK   | 슈테판 트르노바누        | 2000년 5월 9일(24세)   | 1    | 0    | FCSB                        |
| 17   | MF   | 플로리넬 코만            | 1998년 4월 10일(26세)  | 15   | 1    | FCSB                        |
| 18   | MF   | 러즈반 마린              | 1996년 5월 23일(28세)  | 55   | 3    | 엠폴리                      |
| 19   | FW   | 데니스 드러구슈          | 1999년 7월 6일(24세)   | 11   | 2    | 가지안테프                  |
| 20   | MF   | 데니스 만                | 1998년 8월 26일(25세)  | 24   | 7    | 파르마                      |
| 21   | MF   | 니콜라에 스탄치우 (주장) | 1993년 5월 7일(31세)   | 70   | 14   | 다마크                      |
| 22   | DF   | 바실레 모고슈            | 1992년 10월 31일(31세) | 7    | 0    | CFR 클루지                  |
| 23   | MF   | 데이안 소레스쿠          | 1997년 8월 29일(26세)  | 17   | 0    | 가지안테프                  |
| 24   | DF   | 보그단 라코비찬          | 2000년 6월 6일(24세)   | 2    | 0    | 라쿠프 쳉스토호바           |
| 25   | FW   | 다니엘 브를리제아        | 2000년 4월 19일(24세)  | 2    | 0    | CFR 클루지                  |
| 26   | MF   | 아드리안 슈트            | 1999년 4월 30일(25세)  | 2    | 0    | FCSB                        |

### 우크라이나
- 감독: 세르히 레브로우

2024년 5월 16일, 우크라이나는 26명으로 구성된 최종 명단을 발표하였다.
| 번호 | 위치 | 선수                     | 생년월일 (나이)        | 출전 | 득점 | 소속              |
| ---- | ---- | ------------------------ | ---------------------- | ---- | ---- | ----------------- |
| 1    | GK   | 헤오르히 부슈찬          | 1994년 5월 31일(30세)  | 18   | 0    | 디나모 키이우     |
| 2    | DF   | 유힘 코노플랴            | 1999년 8월 26일(24세)  | 14   | 1    | 샤흐타르 도네츠크 |
| 3    | DF   | 올렉산드르 스바토크      | 1994년 9월 27일(29세)  | 6    | 0    | 드니프로-1        |
| 4    | DF   | 막심 탈로브예로우        | 2000년 6월 28일(23세)  | 3    | 0    | LASK              |
| 5    | MF   | 세르히 시도르추크        | 1991년 5월 2일(33세)   | 61   | 3    | 베스테를로        |
| 6    | MF   | 타라스 스테파넨코        | 1989년 8월 8일(34세)   | 83   | 4    | 샤흐타르 도네츠크 |
| 7    | FW   | 안드리 야르몰렌코        | 1989년 10월 23일(34세) | 119  | 46   | 디나모 키이우     |
| 8    | MF   | 루슬란 말리노우스키      | 1993년 5월 4일(31세)   | 61   | 7    | 제노아            |
| 9    | FW   | 로만 야렘추크            | 1995년 11월 27일(28세) | 50   | 15   | 발렌시아          |
| 10   | MF   | 미하일로 무드리크        | 2001년 1월 5일(23세)   | 21   | 2    | 첼시              |
| 11   | FW   | 아르템 도우비크          | 1997년 6월 21일(26세)  | 28   | 10   | 지로나            |
| 12   | GK   | 아나톨리 트루빈          | 2001년 8월 1일(22세)   | 11   | 0    | 벤피카            |
| 13   | DF   | 일랴 자바르니            | 2002년 9월 1일(21세)   | 36   | 1    | 본머스            |
| 14   | MF   | 헤오르히 수다코우        | 2002년 9월 1일(21세)   | 17   | 2    | 샤흐타르 도네츠크 |
| 15   | MF   | 빅토르 치한코우          | 1997년 11월 15일(26세) | 54   | 13   | 지로나            |
| 16   | DF   | 비탈리 미콜렌코          | 1999년 5월 29일(25세)  | 41   | 1    | 에버턴            |
| 17   | MF   | 올렉산드르 진첸코 (주장) | 1996년 12월 15일(27세) | 63   | 9    | 아스널            |
| 18   | MF   | 볼로디미르 브라슈코      | 2002년 1월 23일(22세)  | 4    | 0    | 디나모 키이우     |
| 19   | MF   | 미콜라 샤파렌코          | 1998년 10월 4일(25세)  | 31   | 1    | 디나모 키이우     |
| 20   | FW   | 올렉산드르 주브코우      | 1996년 8월 3일(27세)   | 33   | 2    | 샤흐타르 도네츠크 |
| 21   | DF   | 발레리 본다르            | 1999년 2월 27일(25세)  | 4    | 0    | 샤흐타르 도네츠크 |
| 22   | DF   | 미콜라 마트비옌코        | 1996년 5월 2일(28세)   | 65   | 0    | 샤흐타르 도네츠크 |
| 23   | GK   | 안드리 루닌              | 1999년 2월 11일(25세)  | 12   | 0    | 레알 마드리드     |
| 24   | DF   | 올렉산드르 팀치크        | 1997년 1월 20일(27세)  | 17   | 1    | 디나모 키이우     |
| 25   | FW   | 블라디슬라우 바나트      | 2002년 1월 4일(22세)   | 6    | 0    | 디나모 키이우     |
| 26   | DF   | 보흐단 미하일리첸코      | 1997년 3월 21일(27세)  | 8    | 0    | 폴리샤 지토미르   |

## F조

### 튀르키예
- 감독:  빈첸초 몬텔라

2024년 5월 24일, 튀르키예는 35인의 예비 명단을 발표하였다. 5월 29일, 베르투 이을드름이 U-21 대표팀에 소집되었고, 찰라르 쇠윈쥐가 부상으로 인해 대표팀에서 하차하며 선수단은 33인으로 축소되었다. 6월 1일, 에네스 위날이 부상으로 인해 대표팀에서 하차하였다. 6월 5일, 오잔 카바크가 무릎 부상으로 인해 대표팀에서 하차하였다. 6월 7일, 26인으로 구성된 최종 명단이 발표되었으며 압뒬카디르 외뮈르, 젱크 외즈카자르, 베라트 외즈데미르, 오우즈 아이든, 잔 우준, 도안 알렘다르가 탈락하였다. 동시에 베르투 이을드름이 유소년 대표팀에서 재소집되었다.
| 번호 | 위치 | 선수                   | 생년월일 (나이)        | 출전 | 득점 | 소속                  |
| ---- | ---- | ---------------------- | ---------------------- | ---- | ---- | --------------------- |
| 1    | GK   | 메르트 귀노크          | 1989년 3월 1일(35세)   | 29   | 0    | 베식타시              |
| 2    | DF   | 제키 첼리크            | 1997년 2월 17일(27세)  | 45   | 2    | 로마                  |
| 3    | DF   | 메리흐 데미랄          | 1998년 3월 5일(26세)   | 44   | 2    | 알아흘리              |
| 4    | DF   | 사메트 아카이딘        | 1994년 3월 13일(30세)  | 6    | 0    | 파나티나이코스        |
| 5    | MF   | 오카이 요쿠쉴루        | 1994년 3월 9일(30세)   | 40   | 1    | 웨스트브로미치 앨비언 |
| 6    | MF   | 오르쿤 쾩취            | 2000년 12월 29일(23세) | 28   | 2    | 벤피카                |
| 7    | FW   | 케렘 악튀르코을루      | 1998년 10월 21일(25세) | 29   | 5    | 갈라타사라이          |
| 8    | MF   | 아르다 귈레르          | 2005년 2월 25일(19세)  | 7    | 1    | 레알 마드리드         |
| 9    | FW   | 젱크 토순              | 1991년 6월 7일(33세)   | 51   | 20   | 베식타시              |
| 10   | MF   | 하칸 찰하노을루 (주장) | 1994년 2월 8일(30세)   | 86   | 18   | 인테르나치오날레      |
| 11   | FW   | 유수프 야즈즈          | 1997년 1월 29일(27세)  | 43   | 3    | 릴                    |
| 12   | GK   | 알타이 바이은드르      | 1998년 4월 14일(26세)  | 9    | 0    | 맨체스터 유나이티드   |
| 13   | DF   | 아흐메트잔 카플란      | 2003년 1월 16일(21세)  | 0    | 0    | 아약스                |
| 14   | DF   | 압뒬케림 바르다크즈    | 1994년 9월 7일(29세)   | 8    | 1    | 갈라타사라이          |
| 15   | MF   | 살리흐 외즈잔          | 1998년 1월 11일(26세)  | 18   | 0    | 보루시아 도르트문트   |
| 16   | MF   | 이스마엘 윅세키        | 1999년 1월 26일(25세)  | 14   | 1    | 페네르바흐체          |
| 17   | FW   | 이르판 카흐베지        | 1995년 7월 15일(28세)  | 32   | 2    | 페네르바흐체          |
| 18   | DF   | 메르트 뮐뒤르          | 1999년 4월 3일(25세)   | 24   | 1    | 페네르바흐체          |
| 19   | FW   | 케난 일디즈            | 2005년 5월 4일(19세)   | 7    | 1    | 유벤투스              |
| 20   | DF   | 페르디 카디올루        | 1999년 10월 7일(24세)  | 15   | 1    | 페네르바흐체          |
| 21   | FW   | 바르슈 알페르 이을마즈 | 2000년 5월 23일(24세)  | 15   | 2    | 갈라타사라이          |
| 22   | DF   | 카안 아이한            | 1994년 11월 10일(29세) | 58   | 5    | 갈라타사라이          |
| 23   | GK   | 우우르잔 차크르        | 1996년 4월 5일(28세)   | 27   | 0    | 트라브존스포르        |
| 24   | FW   | 세미 킬릭소이          | 2005년 8월 15일(18세)  | 2    | 0    | 베식타시              |
| 52   | FW   | 유누스 아크귄          | 2000년 7월 7일(23세)   | 9    | 2    | 레스터 시티           |
| 26   | FW   | 베르투 이을드름        | 2002년 1월 12일(22세)  | 3    | 2    | 렌                    |

### 조지아
- 감독:  윌리 사뇰

2024년 5월 22일, 조지아는 26명으로 구성된 최종 명단을 발표하였다. 자바 칸카바가 대표팀 소집을 거절하여 가브리엘 시구아로 교체되었다.
| 번호 | 위치 | 선수                    | 생년월일 (나이)        | 출전 | 득점 | 소속                        |
| ---- | ---- | ----------------------- | ---------------------- | ---- | ---- | --------------------------- |
| 1    | GK   | 기오르기 로리아         | 1986년 1월 27일(38세)  | 78   | 0    | 디나모 트빌리시             |
| 2    | DF   | 오타르 카카바제         | 1995년 6월 27일(28세)  | 61   | 0    | 크라코비아                  |
| 3    | DF   | 라샤 드발리             | 1995년 5월 14일(29세)  | 32   | 1    | APOEL                       |
| 4    | DF   | 구람 카시아 (주장)      | 1987년 7월 4일(36세)   | 113  | 3    | 슬로반 브라티슬라바         |
| 5    | DF   | 솔로몬 크비르크벨리아   | 1992년 2월 6일(32세)   | 58   | 0    | 알오크두드                  |
| 6    | MF   | 기오르기 코초라슈빌리   | 1999년 6월 19일(24세)  | 8    | 0    | 레반테                      |
| 7    | FW   | 흐비차 크바라츠헬리아   | 2001년 2월 12일(23세)  | 30   | 15   | 나폴리                      |
| 8    | FW   | 부두 지브지바제         | 1994년 3월 10일(30세)  | 26   | 8    | 카를스루에 SC               |
| 9    | MF   | 주리코 다비타슈빌리     | 2001년 2월 15일(23세)  | 35   | 6    | 보르도                      |
| 10   | MF   | 기오르기 차크베타제     | 1999년 8월 29일(24세)  | 25   | 8    | 왓퍼드                      |
| 11   | FW   | 기오르기 크빌리타이아   | 1993년 10월 1일(30세)  | 37   | 6    | APOEL                       |
| 12   | GK   | 루카 구게샤슈빌리       | 1999년 4월 29일(25세)  | 1    | 0    | 가라바흐                    |
| 13   | DF   | 기오르기 고촐레이슈빌리 | 2001년 2월 14일(23세)  | 8    | 0    | 샤흐타르 도네츠크           |
| 14   | DF   | 루카 로초슈빌리         | 1998년 5월 29일(26세)  | 10   | 1    | 크레모네세                  |
| 15   | DF   | 기오르기 그벨레시아니   | 1991년 4월 5일(33세)   | 1    | 0    | 페르세폴리스                |
| 16   | MF   | 니카 크베크베스키리     | 1992년 5월 29일(32세)  | 60   | 0    | 레흐 포즈난                 |
| 17   | MF   | 오타 키테슈빌리         | 1996년 3월 26일(28세)  | 37   | 3    | 슈투름 그라츠               |
| 18   | MF   | 산드로 알투나슈빌리     | 1997년 5월 19일(27세)  | 5    | 0    | 볼프스베르거 AC             |
| 19   | MF   | 레반 셴겔리아           | 1995년 10월 27일(28세) | 17   | 1    | 파네톨리코스                |
| 20   | MF   | 안조르 메크바비슈빌리   | 2001년 6월 5일(23세)   | 14   | 0    | 우니베르시타테아 크라이오바 |
| 21   | MF   | 기오르기 치타이슈빌리   | 2000년 11월 18일(23세) | 17   | 1    | 디나모 바투미               |
| 22   | FW   | 기오르기 미카우타제     | 2000년 10월 31일(23세) | 25   | 10   | 메스                        |
| 23   | MF   | 사바 로브자니제         | 1994년 12월 18일(29세) | 36   | 3    | 애틀랜타 유나이티드         |
| 24   | DF   | 제말 타비제             | 1996년 3월 18일(28세)  | 15   | 1    | 파네톨리코스                |
| 25   | GK   | 기오르기 마마르다슈빌리 | 2000년 9월 29일(23세)  | 17   | 0    | 발렌시아                    |
| 26   | MF   | 가브리엘 시구아         | 2005년 6월 30일(18세)  | 2    | 0    | 바젤                        |

### 포르투갈
- 감독:  로베르토 마르티네스

2024년 5월 21일, 포르투갈은 26인의 최종 명단을 발표하였다. 6월 3일, 오타비우가 부상으로 인해 대표팀에서 하차하였고, 이에 따라 마테우스 누네스가 대체 발탁되었다.
| 번호 | 위치 | 선수                       | 생년월일 (나이)        | 출전 | 득점 | 소속                |
| ---- | ---- | -------------------------- | ---------------------- | ---- | ---- | ------------------- |
| 1    | GK   | 후이 파트리시우            | 1988년 2월 15일(36세)  | 108  | 0    | 로마                |
| 2    | DF   | 넬송 세메두                | 1993년 11월 16일(30세) | 30   | 0    | 울버햄프턴 원더러스 |
| 3    | DF   | 페페                       | 1983년 2월 26일(41세)  | 137  | 8    | 포르투              |
| 4    | DF   | 후벵 디아스                | 1997년 5월 14일(27세)  | 56   | 3    | 맨체스터 시티       |
| 5    | DF   | 디오구 달로                | 1999년 3월 18일(25세)  | 20   | 2    | 맨체스터 유나이티드 |
| 6    | MF   | 주앙 팔리냐                | 1995년 7월 9일(28세)   | 27   | 2    | 풀럼                |
| 7    | FW   | 크리스티아누 호날두 (주장) | 1985년 2월 5일(39세)   | 207  | 130  | 알나스르            |
| 8    | MF   | 브루누 페르난드스          | 1994년 9월 8일(29세)   | 67   | 22   | 맨체스터 유나이티드 |
| 9    | FW   | 곤살루 하무스              | 2001년 6월 20일(22세)  | 13   | 8    | 파리 생제르맹       |
| 10   | MF   | 베르나르두 실바            | 1994년 8월 10일(29세)  | 89   | 11   | 맨체스터 시티       |
| 11   | FW   | 주앙 펠릭스                | 1999년 11월 10일(24세) | 39   | 8    | 바르셀로나          |
| 12   | GK   | 조제 사                    | 1993년 1월 17일(31세)  | 2    | 0    | 울버햄프턴 원더러스 |
| 13   | DF   | 다닐루 페레이라            | 1991년 9월 9일(32세)   | 73   | 2    | 파리 생제르맹       |
| 14   | DF   | 곤살루 이나시우            | 2001년 8월 25일(22세)  | 9    | 2    | 스포르팅 CP         |
| 15   | MF   | 주앙 네베스                | 2004년 9월 27일(19세)  | 7    | 0    | 벤피카              |
| 16   | MF   | 마테우스 누네스            | 1998년 8월 27일(25세)  | 14   | 2    | 맨체스터 시티       |
| 17   | FW   | 하파엘 레앙                | 1999년 6월 10일(25세)  | 27   | 4    | 밀란                |
| 18   | MF   | 후벵 네베스                | 1997년 3월 13일(27세)  | 47   | 0    | 알힐랄              |
| 19   | DF   | 누누 멘드스                | 2002년 6월 19일(21세)  | 23   | 0    | 파리 생제르맹       |
| 20   | DF   | 주앙 칸셀루                | 1994년 5월 27일(30세)  | 54   | 10   | 바르셀로나          |
| 21   | FW   | 디오구 조타                | 1996년 12월 4일(27세)  | 39   | 14   | 리버풀              |
| 22   | GK   | 디오구 코스타              | 1999년 9월 19일(24세)  | 22   | 0    | 포르투              |
| 23   | MF   | 비티냐                     | 2000년 2월 13일(24세)  | 17   | 0    | 파리 생제르맹       |
| 24   | DF   | 안토니우 실바              | 2003년 10월 30일(20세) | 11   | 0    | 벤피카              |
| 25   | FW   | 페드루 네투                | 2000년 3월 9일(24세)   | 7    | 1    | 울버햄프턴 원더러스 |
| 26   | FW   | 프란시스쿠 콘세이상        | 2002년 12월 14일(21세) | 2    | 0    | 포르투              |

### 체코
- 감독: 이반 하셰크

2024년 5월 28일, 체코는 26인의 최종 명단을 발표하였다. 6월 9일, 미할 사딜레크는 자전거 사고로 다리 부상을 당해 대표팀에서 하차하였다. 6월 12일, 그의 대체 선수로 페트르 셰프치크를 소집할 것이라고 발표하였다.
| 번호 | 위치 | 선수                   | 생년월일 (나이)        | 출전 | 득점 | 소속                |
| ---- | ---- | ---------------------- | ---------------------- | ---- | ---- | ------------------- |
| 1    | GK   | 인드르지흐 스타네크    | 1996년 4월 27일(28세)  | 10   | 0    | 슬라비아 프라하     |
| 2    | DF   | 다비트 지마            | 2000년 11월 8일(23세)  | 21   | 1    | 슬라비아 프라하     |
| 3    | DF   | 토마시 홀레시          | 1993년 3월 31일(31세)  | 28   | 2    | 슬라비아 프라하     |
| 4    | DF   | 로빈 흐라나치          | 2000년 1월 29일(24세)  | 3    | 0    | 빅토리아 플젠       |
| 5    | DF   | 블라디미르 초우팔      | 1992년 8월 22일(31세)  | 42   | 1    | 웨스트햄 유나이티드 |
| 6    | DF   | 마르틴 비티크          | 2003년 1월 21일(21세)  | 2    | 0    | 스파르타 프라하     |
| 7    | MF   | 안토닌 바라크          | 1994년 12월 3일(29세)  | 41   | 11   | 피오렌티나          |
| 8    | MF   | 페트르 셰프치크        | 1994년 5월 4일(30세)   | 15   | 0    | 슬라비아 프라하     |
| 9    | FW   | 아담 흘로제크          | 2002년 7월 25일(21세)  | 32   | 2    | 바이어 레버쿠젠     |
| 10   | FW   | 파트리크 시크          | 1996년 1월 24일(28세)  | 38   | 19   | 바이어 레버쿠젠     |
| 11   | FW   | 얀 쿠흐타              | 1997년 1월 8일(27세)   | 21   | 3    | 스파르타 프라하     |
| 12   | DF   | 다비드 도우데라        | 1998년 5월 31일(26세)  | 9    | 1    | 슬라비아 프라하     |
| 13   | FW   | 모이미르 치틸          | 1999년 4월 29일(25세)  | 14   | 6    | 슬라비아 프라하     |
| 14   | MF   | 루카시 프로보드        | 1996년 10월 23일(27세) | 19   | 2    | 슬라비아 프라하     |
| 15   | DF   | 다비트 유라세크        | 2000년 8월 7일(23세)   | 9    | 1    | TSG 호펜하임        |
| 16   | GK   | 마테이 코바르시        | 2000년 5월 17일(24세)  | 2    | 0    | 바이어 레버쿠젠     |
| 17   | MF   | 바츨라프 체르니        | 1997년 10월 17일(26세) | 16   | 6    | VfL 볼프스부르크    |
| 18   | DF   | 라디슬라프 크레이치    | 1999년 4월 20일(25세)  | 10   | 3    | 스파르타 프라하     |
| 19   | FW   | 토마시 초리            | 1995년 1월 26일(29세)  | 5    | 2    | 빅토리아 플젠       |
| 20   | MF   | 온드르제이 린그르      | 1998년 10월 7일(25세)  | 15   | 1    | 페예노르트          |
| 21   | MF   | 루카시 체르프          | 2001년 4월 10일(23세)  | 1    | 0    | 빅토리아 플젠       |
| 22   | MF   | 토마시 소우체크 (주장) | 1995년 2월 27일(29세)  | 69   | 12   | 웨스트햄 유나이티드 |
| 23   | GK   | 비테슬라프 야로시      | 2001년 7월 23일(22세)  | 1    | 0    | 슈투름 그라츠       |
| 24   | DF   | 토마시 블체크          | 2001년 2월 28일(23세)  | 2    | 0    | 슬라비아 프라하     |
| 25   | MF   | 파벨 슐츠              | 2000년 12월 29일(23세) | 3    | 0    | 빅토리아 플젠       |
| 26   | MF   | 마테이 유라세크        | 2003년 8월 30일(20세)  | 2    | 1    | 슬라비아 프라하     |